# Selección juvenil de rugby de Nueva Zelanda
La selección juvenil de rugby de Nueva Zelanda también llamada Baby Blacks es el equipo nacional de rugby regulado por la New Zealand Rugby (NZR). La edad de sus integrantes ha variado según la edad máxima permitida en cada torneo, los mundiales actuales son para menores de 20, en el pasado compitió con selecciones de menores de 19 y de 21, denominándose M20, M19 o M21 según fuera el caso. Ha alcanzado el triunfo en los principales torneos mundiales, y desde que se creó el Campeonato Juvenil instituido por la International Rugby Board en el 2008 ha ganado 6 de las 12 ediciones disputadas. Al igual que el equipo de mayores (All Blacks), los juveniles realizan la danza ritual Haka antes cada partido para reivindicar su cultura e intimidar a los rivales.

## Uniforme
Como todas las selecciones de rugby del país, el uniforme es todo negro y además presenta en los costados de la camiseta y el short 3 líneas blancas. Las medias tienen los mismos colores con las líneas horizontales.

## Palmarés
- Campeonato Mundial (6): 2008, 2009, 2010, 2011, 2015, 2017

- Mundial M21 (2): 2003, 2004[1]

- Mundial M19 (5): 1999, 2001, 2002, 2004, 2007[2]

- Rugby Championship M20 (2): 2024, 2025

- Torneo SANZAR/UAR M21 (3): 1995, 2000, 2001

- Oceania Rugby Junior Championship (5): 2015, 2016, 2017, 2018, 2022

## Participación en copas
| - Gales 1999: Campeón - Francia 2000: 3.º puesto - Chile 2001: Campeón - Italia 2002: Campeón - Francia 2003: 2.º puesto - Sudáfrica 2004: Campeón - Sudáfrica 2005: 2.º puesto - EAU 2006: 2.º puesto - Irlanda del Norte 2007: Campeón - Argentina 1995: Campeón - Nueva Zelanda 1996: 2.º puesto - Australia 1997: 2.º puesto - Sudáfrica 1998: 4.º puesto - Argentina 1999: 2.º puesto - Nueva Zelanda 2000: Campeón - Australia 2001: Campeón - Sudáfrica 2002: 3.º puesto - Inglaterra 2003: Campeón - Escocia 2004: Campeón - Argentina 2005: 3.º puesto - Francia 2006: 3.º puesto | - Gales 2008: Campeón - Japón 2009: Campeón - Argentina 2010: Campeón - Italia 2011: Campeón - Sudáfrica 2012: 2.º puesto - Francia 2013: 4.º puesto - Nueva Zelanda 2014: 3.º puesto - Italia 2015: Campeón invicto - Inglaterra 2016: 5.º puesto - Georgia 2017: Campeón invicto - Francia 2018: 4.º puesto - Argentina 2019: 7.º puesto - Sudáfrica 2023: 7º puesto - Sudáfrica 2024: 3º puesto - Italia 2025: 2.º puesto - Georgia 2026: A disputarse - Australia 2024: Campeón invicto - Sudafrica 2025: Campeón invicto - Oceania Junior Championship 2015: Campeón invicto - Oceania Junior Championship 2016: Campeón - Oceania Junior Championship 2017: Campeón invicto - Oceania Junior Championship 2018: Campeón invicto - Oceania Junior Championship 2019: 2.º puesto - Oceania Junior Championship 2021: Cancelado - Oceania Junior Championship 2022: Campeón invicto - Tour de Australian Colts 1985: ganó (1 - 0) |